# Leszek Powiecko
Leszek Powiecko (ur. 2 stycznia 1959 w Wodzisławiu Śląskim), polski piłkarz, grający na pozycji obrońcy. Wychowanek Odry Wodzisław Śląski. Znany głównie z występów w Ruchu Chorzów i GKS Jastrzębie.